# Basilica Cathedral of St. John the Baptist

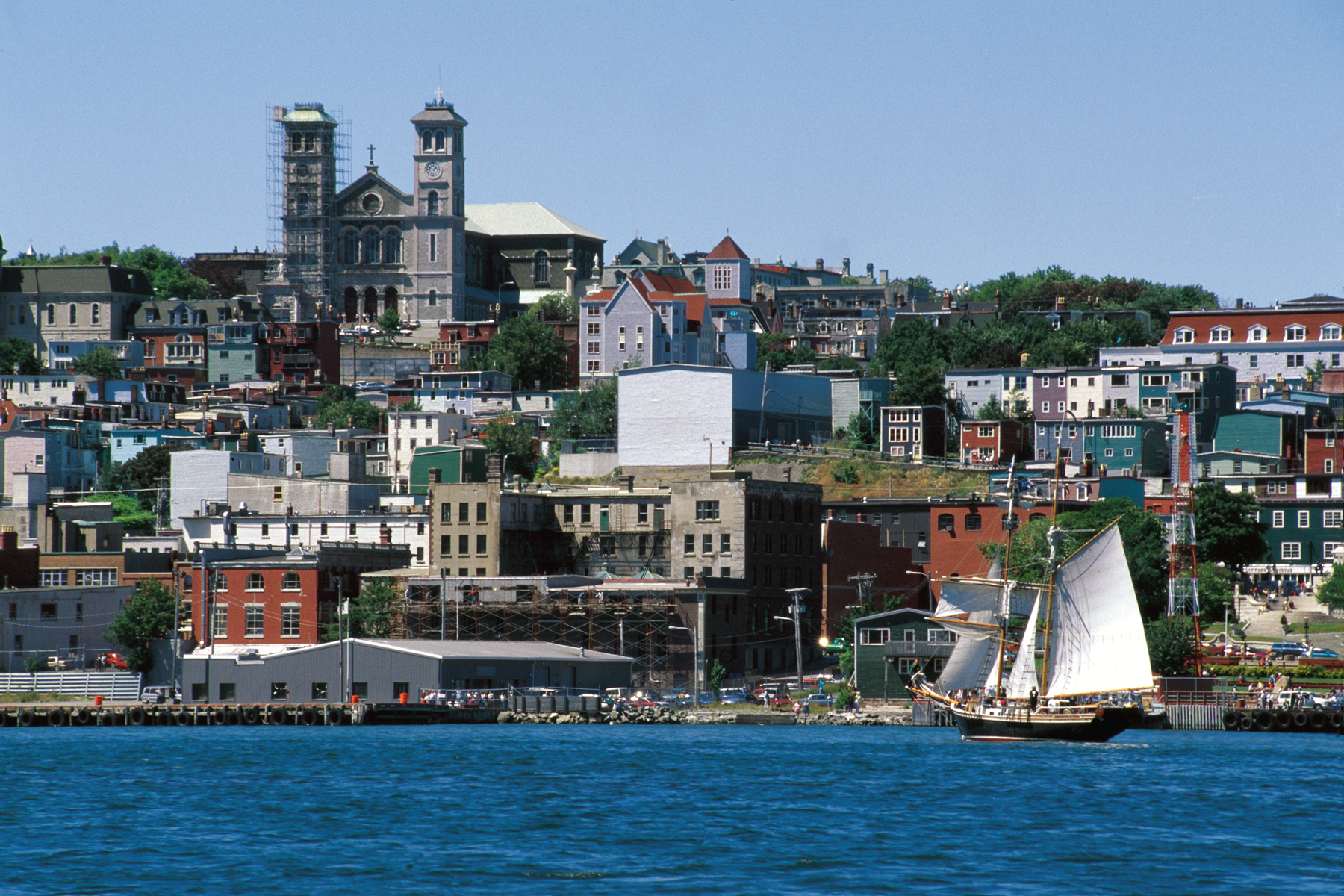
Die Kathedrale oberhalb der Stadt

Die Basilica Cathedral of St. John the Baptist (deutsch Kathedralbasilika Johannes der Täufer) im kanadischen St. John’s ist die Metropolitan-Kathedrale des römisch-katholischen Erzbistums Saint John’s an der Atlantikküste. Sie trägt den Titel einer Basilica minor und gilt als Mutterkirche und Symbol der Katholiken in Neufundland.
Die Kathedrale war das größte Bauvorhaben in der Geschichte von Neufundland. Der Bau wurde im Mai 1839 begonnen, nach der Grundsteinlegung im Mai 1841 konnte die Kirche mit der Einweihung am 9. September 1855 fertiggestellt werden. Zu dieser Zeit war es das größte Kirchengebäude in Nordamerika und ist heute noch das zweitgrößte in Kanada nach dem St.-Josephs-Oratorium in Montreal.

## Geschichte

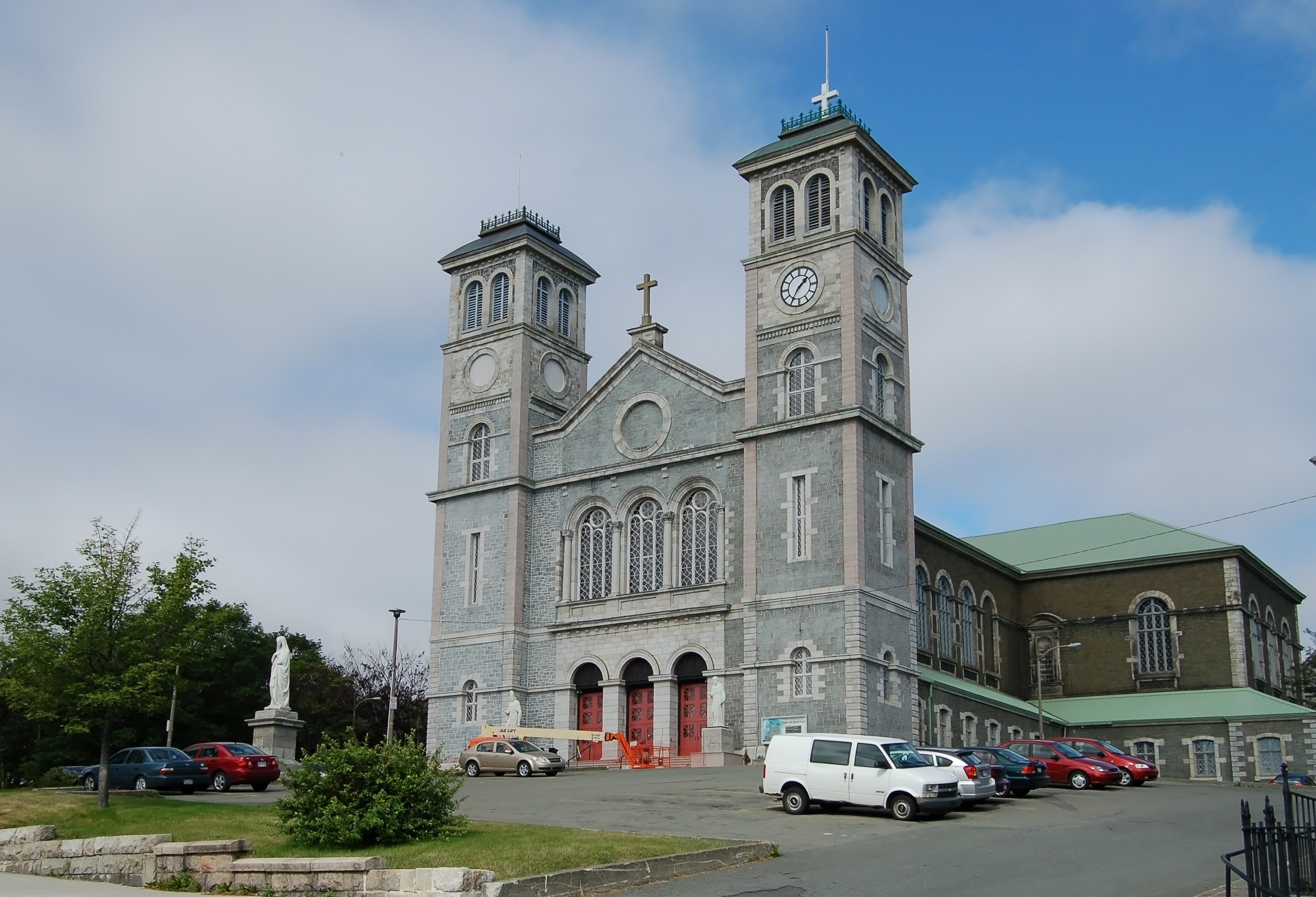
Kathedrale St. John’s

Die zwischen 1839 und 1855 errichtete Basilika befindet sich auf einem Bergrücken mit Blick auf die Stadt St. John’s. Die Kirche orientiert sich nicht an der liturgisch korrekten Ost-West-Achse, sondern ist zur Meerenge der Hafeneinfahrt von St. John’s ausgerichtet. 
Sie wurde von dem deutschen Architekten Ole Joergen Schmidt für Bischof Michael Anthony Fleming entworfen, unter dessen Nachfolger John Mullock die Kirche fertiggestellt wurde. Während der Hundertjahrfeier im Jahr 1955 erhob Papst Pius XII. die Kathedrale in den Rang einer Basilica minor.
Die St. John’s Basilica war Teil einer Welle von Kirchenneubauten in der Ära von Daniel O’Connell und der katholischen Emanzipation in Irland und Neufundland. Bei Fertigstellung war die St. John’s Basilica die größte irische Kathedrale außerhalb Irlands. Die Basilika ist eines der wenigen Gebäude in St. John’s, das den großen Brand von 1892 zu überstand.
Die Basilika wurde 1983 als nationale historische Stätte Kanadas ausgewiesen, um ihre architektonische Einzigartigkeit als eines der frühesten nordamerikanischen Beispiele des neuromanischen Stils zu würdigen und ihre zentrale Rolle als spirituelle Heimat der neufundländischen Katholiken. Das Gebäude wurde von der Heritage Foundation of Neufundland and Labrador als eingetragenes Kulturerbe und Provincial Historic Site ausgewiesen.

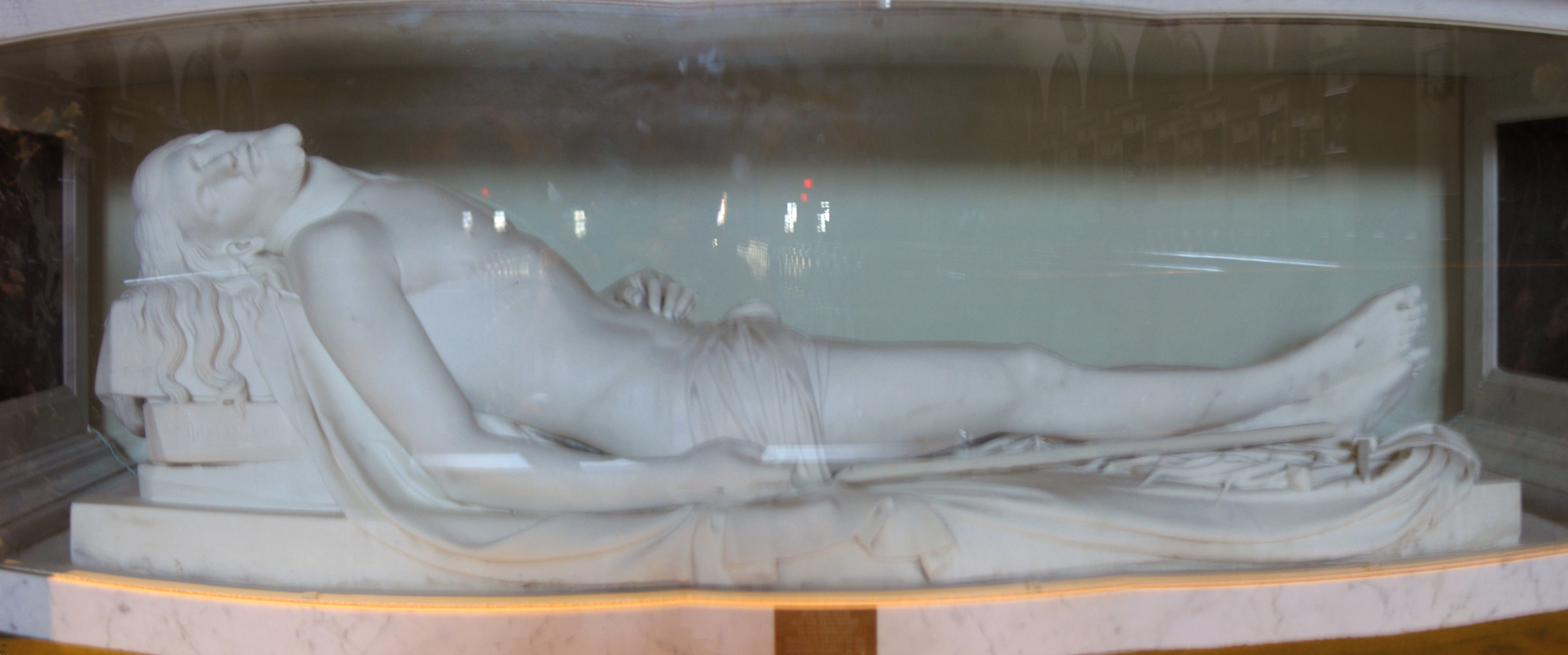
John Hogans Der tote Christus

## Architektur
Die Basilika St. Johannes der Täufer ist in der Form eines lateinischen Kreuzes und im lombardisch-neuromanischen Stil in der Bauweise einer Basilika gebaut. Die Kathedrale hat die Besonderheit unter den öffentlichen Gebäuden aus dem Nordamerika des 19. Jahrhunderts, das sie mit Kalkstein und Granit aus dem irischen Galway und Dublin sowie 400.000 Ziegeln aus Hamburg gebaut wurde, sowie lokalem Sandstein abgebaut von St. John’s und Kelly’s Island in Conception Bay, was der Kathedrale ihre charakteristische graue Farbe verleiht. Das Äußere ist 85 Meter lang und 65 Meter breit. Die beiden Türme an der Westseite haben eine Höhe von 48 Metern. Die Gesamtkapazität der Basilika beträgt rund 2.500 Personen, doch während des Besuchs von Papst Johannes Paul II. im September 1984 versammelten sich 3600 Pädagogen in der Basilika, um den Papst zu begrüßen. 
Der Altar des Opfers, der am Beginn des Chors steht, beherbergt die Plastik Der tote Christus, eines der am meisten verehrten und wertvollsten Statuenbilder in der Basilika. Sie wurde 1854 vom berühmten irischen Bildhauer John Hogan in Carrara-Marmor gehauen. Die Basilika zeigt auch Werke von Irlands angesehenstem Bildhauer John Edward Carew. Die Altäre von St. Patrick und St. Brigid in den beiden Seitenschiffen sind aus dem gleichen ägyptischen Travertin, der von Papst Gregor XVI. verwendet wurde, um den Hochaltar der Basilika von St. Paul vor den Mauern zu schmücken. Eine kleine Menge dieses Steins blieb in Rom, hiervon wurden zwei Teile vom Papst Bischof Mullock angeboten, der den Stein 1856 zu St. John’s brachte, um das Innere der Basilika zu vervollständigen. 
Der obere Teil der Wände ist mit 28 Bleiglasfenstern ausgestattet, die irischer, englischer und französischer Herkunft sind. Alle Fenster waren die Geschenke von religiösen Gesellschaften, wie der Benevolent Irish Society und gehen hauptsächlich auf die 1850er und 1870er Jahre zurück. 
Der Ostturm enthält neun Glocken, darunter die größte Glocke der Kirche, die St. John Bell. Diese zwei Tonnen schwere Glocke wurde im Februar 1850 von Bischof Mullock gekauft. Die vom Dubliner James Murphy gegossene Glocke war damals die größte jemals in Irland gegossene und gewann eine Goldmedaille bei der Dublin Exhibition of Irish Manufacturers. Der Westturm besitzt acht Glocken. Die drei größten Glocken wurden 1854 und 1857 von James Murphy gegossen. Die fünf kleineren Glocken wurden 1906 von Matthew O’Byrne von der Fountain Head Bell Foundry ebenfalls in Dublin gegossen.
1955 wurde eine große Orgel von Casavant Frères aus Québec als Denkmal für die in den beiden Weltkriegen gefallenen Gemeindemitglieder installiert. Die Orgel mit 4050 Pfeifen ist das größte Instrument in Neufundland und gehört zu den größten Orgeln östlich von Montreal.